# Das Loch in der Schwarte
Das Loch in der Schwarte (im Original: Svålhålet) ist der zweite Roman von Mikael Niemi. In Schweden, seiner Heimat, wurde der Roman erstmals 2004 veröffentlicht, die deutsche Übersetzung erschien im Jahre 2006.
Das Buch besteht aus ca. 20 Episoden, die nur lose zusammenhängen. Der Erzähler ist ein „Roader“, ein Weltraumreisender, der einige Geschichten aus dem Weltall und von Entdeckungen auf der Erde erzählt. Das reicht von der Erläuterungen der bekanntesten Bar im Universum, dem „Loch in der Schwarte“, bis zur Abhandlung der Entstehung des Universums. Durch das ganze Buch zieht sich ein Humor, der dem von Per Anhalter durch die Galaxis von Douglas Adams ähnlich ist. So sagt denn auch Mikael Niemi selbst, er habe sich von Per Anhalter durch die Galaxis inspirieren lassen.